# Joseph Cramarossa
Joseph Cramarossa, född 26 oktober 1992, är en kanadensisk professionell ishockeyforward som är kontrakterad till NHL-klubben Minnesota Wild och spelar för deras farmarlag Iowa Wild i AHL.
Han har tidigare spelat på NHL-nivå för Vancouver Canucks och Anaheim Ducks och på lägre nivåer för Wilkes-Barre/Scranton Penguins, Stockton Heat, San Diego Gulls och Norfolk Admirals i AHL, Utah Grizzlies i ECHL samt Mississauga St. Michael's Majors och Belleville Bulls i OHL.
Cramarossa draftades i tredje rundan i 2011 års draft av Anaheim Ducks som 65:e spelare totalt.

## Statistik
| 2007–2008  | Markham Majors                   | GTHL       | 70  | 31 | 37 | 68  | 64  | —  | — | —  | —  | —  |
| 2008–2009  | Markham Waxers                   | OJHL       | 38  | 7  | 3  | 10  | 14  | 12 | 1 | 2  | 3  | 0  |
| 2009–2010  | Mississauga St. Michael's Majors | OHL        | 64  | 6  | 10 | 16  | 60  | 14 | 0 | 2  | 2  | 11 |
| 2010–2011  | Mississauga St. Michael's Majors | OHL        | 59  | 12 | 20 | 32  | 101 | 14 | 2 | 2  | 4  | 6  |
| 2011–2012  | Mississauga St. Michael's Majors | OHL        | 15  | 6  | 5  | 11  | 40  | —  | — | —  | —  | —  |
|            | Belleville Bulls                 | OHL        | 29  | 8  | 8  | 16  | 43  | 6  | 2 | 2  | 4  | 18 |
| 2012–2013  | Belleville Bulls                 | OHL        | 68  | 19 | 44 | 63  | 89  | 17 | 5 | 4  | 9  | 35 |
| 2013–2014  | Norfolk Admirals                 | AHL        | 47  | 1  | 3  | 4   | 52  | 2  | 0 | 0  | 0  | 0  |
|            | Utah Grizzlies                   | ECHL       | 3   | 0  | 2  | 2   | 7   | —  | — | —  | —  | —  |
| 2014–2015  | Norfolk Admirals                 | AHL        | 54  | 5  | 5  | 10  | 75  | —  | — | —  | —  | —  |
| 2015–2016  | San Diego Gulls                  | AHL        | 61  | 11 | 6  | 17  | 68  | 9  | 3 | 0  | 3  | 6  |
| 2016–2017  | Anaheim Ducks                    | NHL        | 49  | 4  | 6  | 10  | 51  | —  | — | —  | —  | —  |
|            | San Diego Gulls                  | AHL        | 2   | 0  | 0  | 0   | 8   | —  | — | —  | —  | —  |
|            | Vancouver Canucks                | NHL        | 10  | 0  | 0  | 0   | 9   | —  | — | —  | —  | —  |
| 2017–2018  | Stockton Heat                    | AHL        | 37  | 3  | 7  | 10  | 38  | —  | — | —  | —  | —  |
|            | Wilkes-Barre/Scranton Penguins   | AHL        | 28  | 6  | 6  | 12  | 28  | 3  | 1 | 0  | 1  | 2  |
| 2018–2019  | Wilkes-Barre/Scranton Penguins   | AHL        | 35  | 2  | 7  | 9   | 85  | —  | — | —  | —  | —  |
| NHL totalt | NHL totalt                       | NHL totalt | 59  | 4  | 6  | 10  | 60  | —  | — | —  | —  | —  |
| AHL totalt | AHL totalt                       | AHL totalt | 264 | 28 | 34 | 62  | 354 | 14 | 4 | 0  | 4  | 8  |
| OHL totalt | OHL totalt                       | OHL totalt | 235 | 51 | 87 | 138 | 333 | 51 | 9 | 10 | 19 | 79 |